# Imperi Britànic

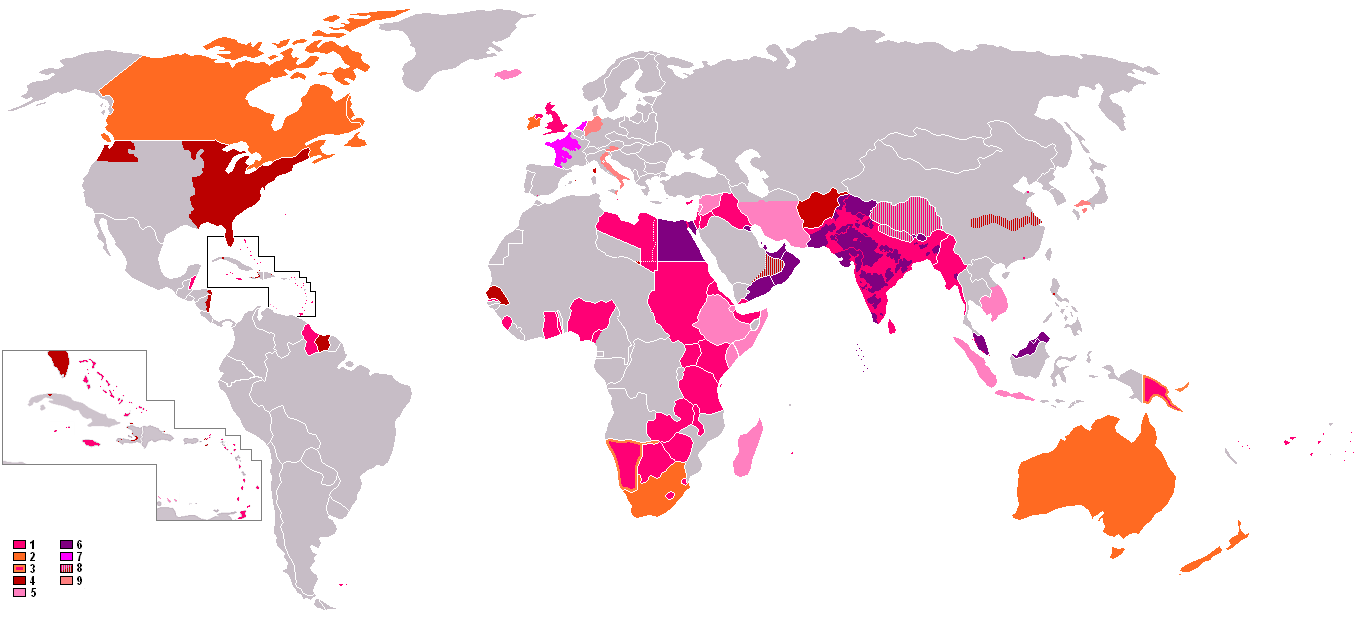
Les àrees en color rosa indiquen els territoris que en un moment o altre han format part de l'Imperi Britànic a través de la història.

Bandera de l'Imperi Britànic

L'Imperi Britànic eren els territoris les terres que depenien políticament i econòmica del Regne de Gran Bretanya i posteriorment del Regne Unit de Gran Bretanya i Irlanda. El seu màxim auge va produir-se a principis del segle xx, quan gairebé abastava una població d'entre 458 milions de persones i uns 33 milions de quilòmetres quadrats, el que significava aproximadament una quarta part de la població mundial i dues cinquenes parts de les terres emergides. L'Imperi es va desenvolupar durant uns tres segles, a través d'una sèrie de fases d'expansió relacionades amb el comerç, la colonització i la conquesta, a més de períodes d'activitat diplomàtica. Probablement, el punt de màxim auge imperial pot situar-se entre 1890 i 1910. El primer a utilitzar l'expressió «Imperi Britànic» va ser el doctor John Dee, astròleg, alquimista i matemàtic de la reina Elisabet I d'Anglaterra.
L'Imperi va facilitar l'extensió de la tecnologia, el comerç, l'anglès i el govern britànics per tot el món. L'hegemonia imperial va contribuir a l'espectacular creixement econòmic del Regne Unit i al pes dels seus interessos en l'escenari mundial. Alguns territoris que han format part de l'imperi britànic: Irlanda, Estats Units, Canadà, Jamaica, Austràlia, Nova Zelanda, l'Índia, Malàisia, Egipte, Sud-àfrica, Nigèria, Camerun, Kenya, Hong Kong, l'Iraq, Xipre, Gibraltar, Menorca… Avui dia alguns d'aquests territoris, ja independents, reconeixen els lligams amb la Gran Bretanya a través de la Commonwealth.

## Colonialisme anglès
L'expansió anglesa s'inicià a partir de 1169 amb la conquesta, en diverses fases, de l'illa d'Irlanda. El 1282 s'aconseguí el sotmetiment de Gal·les, per intentar el domini del Regne d'Escòcia el 1296, tot i que aquest no reeixí.

### Creixement de l'Imperi a ultramar
L'Imperi Britànic d'ultramar —en el sentit de l'exploració i els assentaments britànics de llarg a llarg dels oceans fora d'Europa i les Illes Britàniques— comença a partir de la política marítima del rei Enric VII, que va regnar entre 1485 i 1509, iniciant línies comercials per al comerç de la llana. El monarca britànic va establir un modern sistema per a la marina mercant britànica, que va contribuir al creixement de les drassanes i la navegació a l'illa. La marina mercant va aportar les bases per a institucions mercantils que ocuparien un important paper en l'aventura imperial posterior, com les companyies: Massachusetts Bay Company o la British East India Company. Enric VII va ordenar també la construcció del primer dic sec a Portsmouth.

### Enric VIII i la Marina Reial
Els fonaments del poder marítim d'Anglaterra, que van ser establerts durant el regnat d'Enric VII, es van ampliar gradualment per a protegir els interessos comercials anglesos i per a obrir noves rutes. El rei Enric VIII va fundar la moderna Marina anglesa, triplicant el nombre de vaixells de guerra que la componien i construint els primers amb armament pesant de llarg abast. Va començar la construcció de la seva Marina a través de l'aparell administratiu centralitzat del regne. A més va fer construir molls i fars que facilitaven la navegació costanera. Enric VIII va crear la Royal Navy que va ser capaç d'impedir la invasió de l'Armada Invencible l'any 1588, les innovacions de la qual van ser la base del domini marítim d'Anglaterra durant els següents segles.

### L'era isabelina
Durant el regnat de la reina Isabel I, entre 1577 i 1590, el pirata Francis Drake va fer la volta al món, sent el segon home en aconseguir-ho, després de l'expedició de Fernando de Magallanes i Juan Sebastián Elcano. El 1579 Drake va atracar en algun lloc del nord de Califòrnia i va reclamar per a la Corona Britànica el que va anomenar Nova Albion ("Nova Anglaterra"), encara que la seva reivindicació no va ser seguida de cap assentament. Els següents mapes van situar Nova Albion al nord de Nova Espanya. En conseqüència, els interessos d'Anglaterra fora d'Europa van augmentar considerablement.
Humphrey Gilbert va seguir el curs de Cabot quan va partir cap a Terranova el 1583 i la va declarar colònia britànica el 5 d'agost a l'assentament de Sant Joan de Terranova. Walter Raleigh va organitzar la primera colònia de Virgínia el 1587, a l'illa de Roanoke. Tant el primer com el segon assentament van durar poc temps, i van haver de ser abandonats a causa de l'escassesa d'aliments, el dur clima, els naufragis i les trobades amb tribus indígenes hostils.

### L'era Estuard
La derrota de l'Armada Invencible espanyola l'any 1588 va consagrar Anglaterra com la primera potència naval, encara que altres victòries navals espanyoles durant els anys noranta del segle xvi van coartar nous intents d'assentaments. Finalment, el 1604 el rei Jaume I d'Anglaterra va negociar el Tractat de Londres amb el qual acabaven les hostilitats amb Espanya, i el primer assentament permanent d'Anglaterra a Amèrica es va establir el 1607 a Jamestown (Virgínia). Durant els següents tres segles, Anglaterra va estendre la seva influència internacional i va consolidar el seu desenvolupament polític interior. El 1707, els parlaments d'Anglaterra i Escòcia es van unir a Londres donant lloc al parlament de la Gran Bretanya.

## Colonització d'Amèrica
L'Imperi Britànic va començar a prendre forma a principis del segle xvii mitjançant l'establiment per part de la Gran Bretanya de les 13 colònies d'Amèrica del Nord, que van ser l'origen dels Estats Units així com de les províncies marítimes del Canadà. També es va produir la colonització de petites illes al mar Carib com Jamaica i Barbados.
Les colònies productores de sucre del Carib, on l'esclavatge es va convertir en la base de l'economia, eren les colònies més importants i lucratives per a la Gran Bretanya. Les colònies americanes produïen tabac, cotó, i arròs al sud i material naval i pells d'animals al nord.
L'imperi britànic a Amèrica s'anava expandint gradualment mitjançant guerres i l'establiment de colònies. Els britànics van aconseguir controlar Nova Amsterdam, posteriorment anomenada Nova York, després de les guerres anglo-holandeses. Les colònies americanes s'estenien cap a l'oest a la recerca de noves terres per a l'agricultura. Durant la Guerra dels Set Anys, els britànics van vèncer als francesos i es van quedar l'any 1760 amb Nova França, el que convertia la Gran Bretanya en propietària de gairebé tota Amèrica del Nord.
Els assentaments a Austràlia a partir de 1788 com a colònies penals i Nova Zelanda, sota el domini de la Corona des de 1840, van crear una nova zona per a la migració des de les illes britàniques, encara que les poblacions indígenes van haver de sofrir guerres i, especialment, malalties. Aquestes colònies van obtenir després autogovern i es van convertir en rendibles exportadores de llana i or.

## Lliure comerç: l'«imperi informal»
L'antic sistema colonial britànic va començar a declinar durant el segle xviii. Va ser un període de dominació Whig en la vida política nacional (1714 - 1762), l'imperi es va convertir en una instrument de menor importància davant la política nacional, fins que un intent d'apujar els impostos a les colònies nord-americanes va desenvolupar en la Guerra d'Independència dels Estats Units i la independència de les mateixes el 1776.
Sovint s'al·ludeix a aquest període com el del «Primer Imperi Britànic», indicant el canvi de direcció en l'expansió britànica, que es va dirigir fonamentalment a les Amèriques durant els segles xvii i xviii, mentre que durant el «Segon Imperi Britànic» es va centrar en Àsia i Àfrica a partir del segle xviii. La pèrdua dels Estats Units va mostrar que posseir colònies no era necessàriament un avantatge en termes econòmics, ja que la Gran Bretanya podia encara controlar el comerç amb les seves ex-colònies sense haver de pagar per la seua defensa i administració.
Influenciada per les idees d'Adam Smith, Gran Bretanya va començar a prioritzar l'expansió del comerç en comptes de les possessions territorials que suposava el mercantilisme que havia caracteritzat el primer període d'expansió colonial, però va cedir pas al laissez-faire econòmic, el liberalisme d'Adam Smith i els seus successors.
La lliçó apresa per Gran Bretanya després de la pèrdua d'Amèrica del Nord (el comerç pot seguir aportant prosperitat, fins i tot en absència de domini colonial) va contribuir durant els anys quaranta i cinquanta del segle xix a l'extensió del model de colònia autogovernada, que es va concedir a les colònies poblades per blancs al Canadà i Australàsia. Irlanda va tenir un tracte diferent, sent incorporada al Regne Unit de la Gran Bretanya i Irlanda el 1801. El 1807 el Regne Unit va prohibir el comerç d'esclaus i aviat va començar a forçar a altres nacions a fer el mateix. A mitjans del segle xix s'havia aconseguit erradicar l'esclavitud de la major part del món, sent abolida a les colònies britàniques el 1834.
Entre el Congrés de Viena de 1815 i la Guerra francoprussiana de 1870, el Regne Unit va ser l'única potència industrial del món, amb més del 30% de la producció industrial global el 1870. En el seu paper de "taller del món", el Regne Unit podia produir manufactures de manera tan eficient i econòmic que podia vendre més barat que els productors locals en els mercats estrangers. A partir de condicions polítiques estables en certs mercats d'ultramar, el Regne Unit va poder prosperar gràcies al comerç, sense necessitat de recórrer al govern formal en la seva àrea d'influència.

## L'Imperi Britànic a Àsia
La victòria de les forces de la British East India Company en la Batalla de Plassey de 1757 va obrir la província índia de Bengala al domini britànic, encara que la posterior fam de 1770 exacerbada per les expropiacions realitzades pel govern provincial va ser controvertida en la metròpoli. El segle xix va veure com el control de la Companyia s'estenia sobre tota l'Índia. Després d'un motí l'any 1857 els territoris de la Companyia van passar a estar sota l'administració de la Corona el 1858, sent la reina Victòria proclamada Emperadriu de l'Índia el 1876.
Ceilan, actual Sri Lanka, i Birmània es van unir a la llista de territoris britànics a Àsia, que s'estenien fins a Malàisia i, des de 1841, a Hong Kong després de la Primera Guerra de l'Opi en defensa de les exportacions d'opi de la Companyia a la Xina.

## Ruptura de laPax Britannica

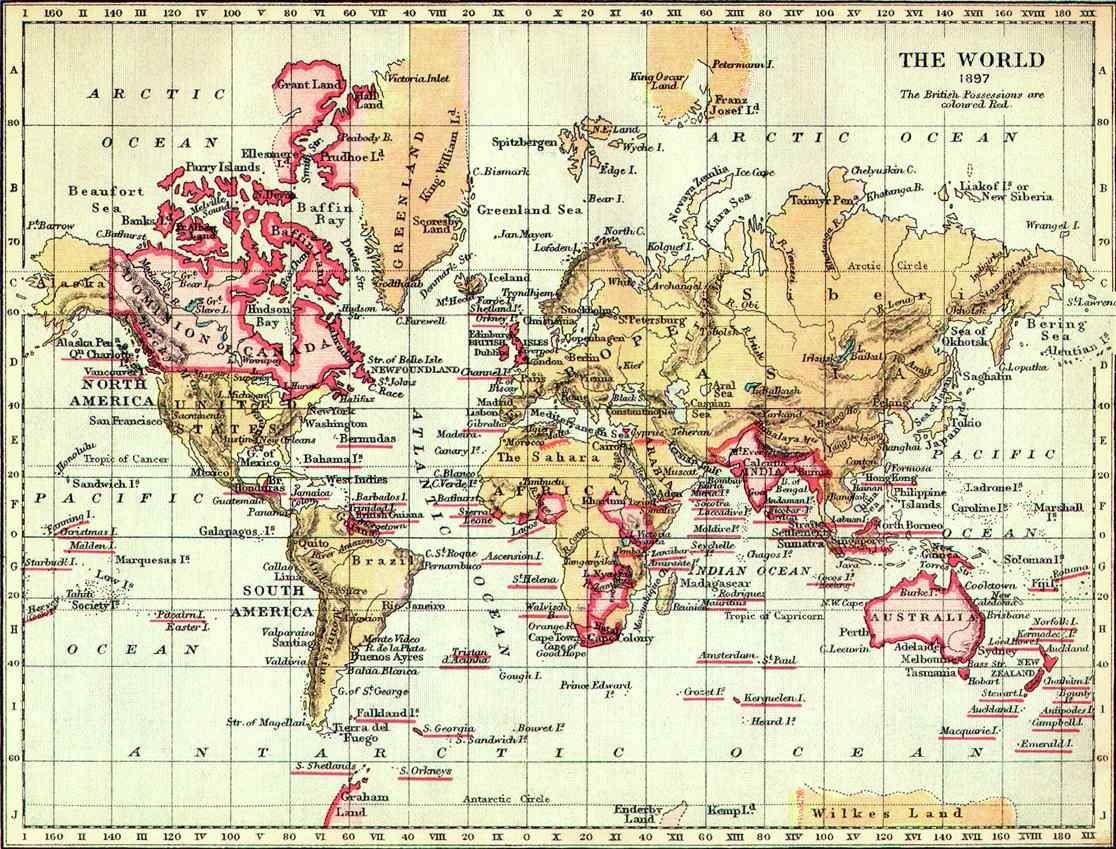
L'Imperi Britànic el 1897, en rosa, que era el color en què s'acolorien els dominis britànics en els mapes.

En la seva condició de primer país industrialitzat, el Regne Unit va ser capaç d'aconseguir matèries primeres i mercat en la major part del món accessible. Aquesta situació va empitjorar gradualment al llarg del segle xix en la mesura en la qual altres potències van començar a industrialitzar-se i van començar a utilitzar la maquinària de l'estat per a garantir els seus mercats i fonts de proveïment. En els anys setanta del segle xix, els fabricants britànics en els sectors clau de la Revolució Industrial, van començar a experimentar una competència real.
La Industrialització va progressar ràpidament a Alemanya i els Estats Units, permetent a aquests països superar el model britànic i francès del "vell" capitalisme. Les indústries alemanyes en el sector tèxtil i el del metall, havien sobrepassat a les de l'imperi el 1870, quant a la seva organització i eficiència i havien derrotat als fabricants britànics en el seu mercat nacional. Amb el canvi de segle, la indústria alemanya estava produint per a l'antic "taller del món". Les dificultats comercials del Regne Unit es van aguditzar amb la "Llarga Depressió" de 1873-1896, un període perllongat de deflació, accentuat per les contínues fallides de negocis que van afegir pressió perquè els governs afavorissin la indústria nacional, el que va conduir al massiu abandó del lliure comerç entre les potències europees (a Alemanya des de 1879 i a França des de 1881).
La limitació tant dels mercats nacionals com de les exportacions que es va produir com a resultat va fer que els governs i els sectors econòmics, tant d'Europa com dels Estats Units, veiessin la solució en mercats d'ultramar protegits que actuessin units al mercat nacional, defensat per aranzels i barreres duaneres: les colònies oferirien un mercat per a les exportacions, alhora que proveirien a la metròpoli de matèries primeres barates. Encara que adherit al lliure comerç fins al 1932, el Regne Unit es va unir al nou ímpetu per un renovat imperi formal, la qual cosa era preferible a permetre que les seves àrees d'influència fossin preses pel comerç de les potències rivals.

## El Neoimperialisme
La política i ideologia de l'expansió colonial europea entre 1870 i el començament de la Primera Guerra Mundial el 1914 es denominen sovint com el neoimperialisme. El període es caracteritza per una recerca sense precedents de "l'imperi per l'imperi", una competició agressiva entre les potències per a aconseguir territoris d'ultramar i l'aparició en els països colonitzadors de doctrines que justifiquen la superioritat racial i que neguen l'aptitud dels pobles subjugats per a governar-se per si mateixos.
Durant aquest període, les potències europees van sumar gairebé 23.000.000 km² a les seves possessions colonials. Atès que abans de 1880 estava pràcticament desocupada per les potències occidentals, Àfrica es va convertir en el principal objectiu de la "nova" expansió imperialista, encara que aquesta conquesta va afectar igualment a altres àrees; especialment el Sud-est asiàtic i el Pacífic, on els Estats Units i Japó es van unir a les potències europees en la seva lluita per territoris.
L'entrada del Regne Unit en la nova era imperial es data sovint el 1875, any que el govern conservador de Benjamin Disraeli va comprar a l'endeutat governant d'Egipte, Ismail Pasha, la seva part en el Canal de Suez per a assegurar-se el control d'aquesta via estratègica, un canal per al tràfic entre la metròpoli i l'Índia des de la seva obertura sis anys abans, sota l'emperador Napoleó III. El control financer conjunt d'Anglaterra i França sobre Egipte va acabar en l'ocupació britànica del país el 1882.
El 1875 les dues possessions europees més importants a Àfrica eren Algèria i la Colònia del Cap. El 1914 tan sols Etiòpia i la república de Libèria romanien fora del control europeu. La transició entre un «imperi informal» que controlava a través de la dominació econòmica i el control directe va suposar una lluita pel territori entre les potències europees. L'activitat francesa, belga i portuguesa a la zona del Riu Congo amenaçava d'afeblir l'ordenada colonització de l'Àfrica tropical. La Conferència de Berlín de 1884-1885 pretenia regular la competició entre les potències, definint la «ocupació efectiva» com el criteri per al reconeixement internacional de les reivindicacions territorials, una fórmula que va requerir el recurs habitual a la violència contra els estats i pobles indígenes.
L'ocupació d'Egipte per part del Regne Unit el 1882, arran dels interessos en el Canal de Suez, va contribuir a un augment de la preocupació respecte del control de la vall del Nil. Gran Bretanya i França el 5 d'agost de 1890 van concloure un acord per dividir Àfrica de l'oest entre els dos poders colonials sense consultar als nadius, pel que Gran Bretanya adquiriria tots els territoris fins al Sultanat de Sokoto, que també li correspondria, mentre França agafaria les terres al nord, que va conduir a la conquesta del Sudan el 1896-1898. El 1899 es va llançar a completar la conquesta de Sud-àfrica, que havia començat amb l'annexió el 1795 del Cap de Bona Esperança, a través de la invasió de les repúbliques afrikaner en la regió productora d'or del Transvaal i del veí Estat Lliure d'Orange. La British South Africa Company ja havia pres les terres al nord, rebatejant-les com Rhodèsia en homenatge al seu cap, el magnat i polític Cecil Rhodes. Les conquestes britàniques en l'Àfrica meridional i oriental, van llançar Rhodes i Alfred Milner, l'Alt Comissionat britànic a Sud-àfrica, a sol·licitar amb urgència un imperi unit per ferrocarril «des del Cap fins al Caire», que uniria l'estratègicament important Canal de Suez amb el sud, ric en minerals, encara que l'ocupació alemanya de Tanganyika va evitar la seva realització fins al final de la Primera Guerra Mundial.
Paradoxalment, el Regne Unit, gran defensora del lliure comerç, va emergir el 1914 no només amb el major imperi d'ultramar gràcies a la seva llarga presència en l'Índia, sinó com vencedora en la lluita per Àfrica, donada la seva avantatjosa posició al començament d'aquesta. Entre 1885 i 1914 va prendre aproximadament al 30% de la població africana sota el seu control, comparat amb l'1% de França, el 9% d'Alemanya, el 7% de Bèlgica o l'1% d'Itàlia: només Nigèria contribuïa amb 15 milions de súbdits, més que tot l'Àfrica Occidental Francesa o tot l'imperi colonial d'Alemanya.

## Autonomia en les colònies poblades per blancs
L'Imperi Britànic va començar la seva transformació cap al que avui dia és la Commonwealth amb l'extensió de l'estatus de domini a les colònies amb autogovern de Terranova (1855), Canadà (1867), Austràlia (1901), Nova Zelanda (1907), i la Unió de Sud-àfrica (1910). Els dirigents dels nous estats es reunien amb els estadistes britànics en cimeres periòdiques anomenades Conferències Colonials (i des de 1907, Conferències Imperials), la primera de les quals es va mantenir a Londres en 1887.
Les relacions exteriors dels dominis les dirigia encara el Foreign Office del Regne Unit: Canadà va crear un Departament d'Afers exteriors el 1909, però les relacions diplomàtiques amb altres governs se seguien duent des de Londres. La declaració de guerra per part del Regne Unit a la Primera Guerra Mundial va afectar tots els dominis.
Els dominis posseïen un gran marge de maniobra a l'hora d'elaborar les seves polítiques cap a l'exterior, sempre que aquesta no entrés directament en conflicte amb els interessos de la metròpoli: El govern del Partit Liberal del Canadà va negociar un acord bilateral de lliure comerç amb els Estats Units en 1911. En assumptes de defensa, la concepció original que entenia els dominis com a part integrant de l'estructura militar i naval d'un sol Imperi va acabar per ser insostenible en la mesura que el Regne Unit es comprometia amb Europa davant el repte d'una emergent flota alemanya des de 1900. El 1909 es va decidir que els dominis tinguessin les seves pròpies armades.

## L'impacte de la Primera Guerra Mundial
Després de la Primera Guerra Mundial l'Imperi Britànic va veure el seu període de màxima extensió, ja que va obtenir el control de Palestina i l'Iraq a través del mecanisme del mandat de la Lliga de Nacions, després de la caiguda de l'Imperi Otomà al Pròxim Orient, així com les antigues colònies alemanyes de Tanganyika, l'Àfrica Sud-occidental (actual Namíbia) i Nova Guinea (les dues últimes van quedar sota control de Sud-àfrica i Austràlia, respectivament).
Encara que el Regne Unit va emergir com un dels vencedors de la guerra i el seu domini es va estendre a noves àrees, els elevats costos de la guerra van minar la seva capacitat financera per a mantenir aquell vast imperi. Els britànics havien sofert milions de baixes i liquidat els seus recursos financers a un ritme alarmant, que va conduir a l'augment del deute i falta d'efectius en les parts llunyanes de l'Imperi a Àfrica i Àsia. El sentiment nacionalista va créixer tant en les colònies noves com en les antigues, alimentat per l'orgull derivat de la participació en el conflicte de molts d'aquells súbdits, al servei de les tropes imperials.
Durant els anys vint, l'estatus de domini es va transformar notablement. Encara que els dominis no van tenir veu en la declaració formal de guerra en 1914, tots ells van ser inclosos per separat entre els signants del tractat de pau de Versalles de 1919, que havia estat negociat per una delegació de l'Imperi encapçalada pel Regne Unit. El 1922 les objeccions per part dels dominis per a donar suport l'acció militar britànica contra Turquia van influir en la decisió de buscar un compromís. La independència dels dominis es va formalitzar el 1926 mitjançant la Declaració de Balfour i l'Estatut de Westminster de 1931: a partir d'aquell moment, cada domini era igual en estatus a la mateixa metròpoli, lliure d'interferències legislatives provinents del Regne Unit i autònom en les seves relacions internacionals.
Canadà va ser pionera, convertint-se en el primer domini que va concloure de manera totalment independent un tractat internacional el 1923. La primera representació diplomàtica permanent del Canadà en un país estranger es va obrir a Washington DC el 1927, seguida d'Austràlia el 1940.
L'Estat Lliure d'Irlanda va acordar l'estatus de domini el 1921 després d'una amarga guerra contra la metròpoli, encara que va anul·lar la seva relació constitucional amb la corona el 1937, canviant el seu nom pel d'Éire i convertint-se en la República d'Irlanda fora de la Commonwealth des de 1949. Egipte, formalment independent des de 1922 però vinculat al Regne Unit per tractat fins al 1936, i sota ocupació parcial fins al 1956, va tallar la seva vinculació constitucional amb la metròpoli de manera similar. L'Iraq, que es va convertir en Protectorat Britànic el 1922, arribant a la independència el 1932.

## Descolonització

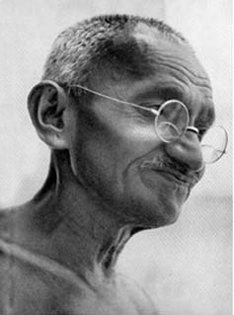
Mohandas Gandhi, capdavanter del moviment d'independència de l'Índia

El creixement dels moviments nacionalistes anticolonialistes en els territoris súbdits durant la primera meitat del segle xx va desafiar a una potència imperial, que cada vegada havia de preocupar-se més per assumptes més propers, especialment després de la Segona Guerra Mundial. Aprofitant aquesta oportunitat, primer l'Índia, i després d'ella altres territoris d'Àsia i d'Àfrica van reclamar convertir-se en estats independents. Després d'alguns intents desastrosos d'evitar-lo, el Regne Unit va haver d'acceptar la nova situació que va conduir a l'antic imperi a convertir-se en el que avui dia és la Commonwealth.
El final de l'imperi es va unir als problemes econòmics que la metròpoli va haver d'afrontar després de la fi de la Segona Guerra Mundial. La crisi econòmica de 1947 va obligar el govern laborista de Clement Attlee a abandonar el lloc de primera potència mundial i a acceptar la preponderància estratègica dels Estats Units.
La Segona Guerra Mundial va afeblir el ja feble lideratge financer i comercial de l'imperi, accentuant la importància dels dominis i dels Estats Units com a font d'assistència militar. El primer ministre australià John Curtin va prendre la decisió sense precedents l'any 1942 de retirar les tropes australianes que defensaven Birmània demostrant que no es podia esperar que els governs dels dominis actuessin en defensa de la metròpoli i no dels seus propis interessos nacionals. Després de la guerra, Austràlia i Nova Zelanda es van unir als Estats Units a través del tractat regional de seguretat (ANZUS), el 1951. Alhora el Regne Unit buscava des de 1961 el que va aconseguir el (1973), unir-se a la Comunitat Europea, el que va afeblir els vincles comercials amb els dominis referent al seu accés privilegiat al mercat britànic.
Al Carib, Àfrica, Àsia i el Pacífic, la descolonització durant la postguerra es va efectuar amb pressa, donat el creixement dels cada vegada més poderosos moviments nacionalistes. Rares vegades es va lluitar per a retenir algun territori, amb clares limitacions com durant la Crisi de Suez de 1956 en la qual els Estats Units es van oposar a la intervenció anglo-francesa a Egipte; ja que aquella aventura podia posar en risc els interessos nord-americans al Pròxim Orient.
La independència de l'Índia el 1947 va acabar amb la lluita mantinguda pel Congrés Nacional Indi durant 40 anys; primer per l'autogovern i després per la sobirania. La divisió territorial entre l'Índia i Pakistan va deslligar la violència i va suposar la pèrdua de centenars de milers de vides. L'acceptació per part del Regne Unit i dels altres dominis el 1949 del nou estatus de república de l'Índia es considera en l'actualitat com l'inici de la moderna Commonwealth.
Birmània i Ceilan van obtenir la independència el 1948 fora de la Commonwealth, i el 26 de juliol de 1965, les Maldives van obtenir la independència.
Al Mediterrani, el mandat britànic a Palestina va concloure el 1948 amb la retirada de les tropes i una guerra oberta entre la població àrab i la població jueva del territori. La lluita xipriota promoguda per partidaris de la unió amb Grècia va concloure el 1960 amb un Xipre independent.
El final de l'Imperi Britànic a l'Àfrica va arribar amb una rapidesa excepcional, sovint deixant als nous estats en una dolenta situació per a abordar els reptes que plantejava la sobirania: La independència de Ghana el 1957, després de deu anys de lluita política; Nigèria el 1960; Sierra Leone i Tanzània el 1961; Uganda el 1962; Kenya i Zanzíbar el 1963; Gàmbia el 1965; Botswana i Lesotho el 1966, i Swazilàndia el 1968.
A la retirada britànica del sud i de l'est d'Àfrica la complicava la situació dels pobladors blancs de les regions: l'aixecament Mau Mau a Kenya ja havia mostrat les possibilitats de conflicte, en un context en el qual els blancs eren terratinents opositors a les reformes democràtiques. El govern minoritari dels blancs de Sud-àfrica va continuar sent un problema enorme per la Commonwealth fins al final de l'apartheid el 1994.
Encara que la Federació de Rhodèsia i Nyasaland, dominada pels blancs, va concloure amb la independència de Malawi (antiga Nyasaland) i Zàmbia (antiga Rhodèsia del Nord) el 1964, la minoria blanca de Rhodèsia del Sud, (una colònia autogovernada des de 1923) va declarar la seva independència. El suport del govern de Sud-àfrica va mantenir el règim fins al 1979, any en el qual es va arribar un acord, basat en la voluntat de la majoria, del que va sorgir un independent Zimbàbue.
La major part dels territoris britànics del Carib van optar per una independència per separat, després del fracàs de la Federació de les Índies Occidentals (1958-1962): a Jamaica i Trinitat i Tobago el 1962, les va seguir Barbados el 1966 i les illes més petites del Carib oriental van arribar la independència en els anys setanta i vuitanta.
Finalment, la cessió per 99 anys dels Nous Territoris asiàtics finalitzà el 1997 amb el retorna a sobirania xinesa de Hong Kong aquell any.

## Extensió
El 1910 l'Imperi Britànic constava dels següents territoris: 

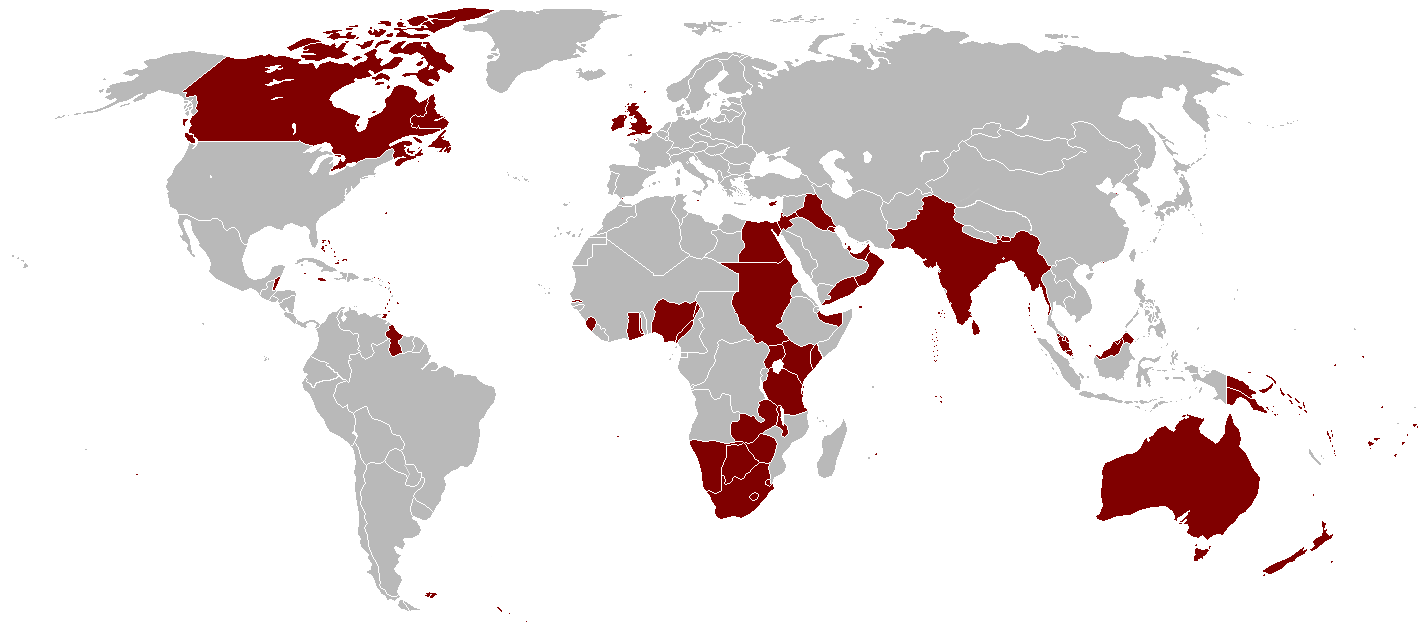
Imperi Britànic el 1921

### Àfrica
- Betxuanalàndia (actual Botswana)
- Togolàndia Britànica (actual Togo)
- Camerun
- Costa d'Or (avui dia Ghana)
- Egipte
- Kenya
- Maurici
- Nigèria
- Rhodèsia del Nord (actual Zàmbia)
- Nyasalàndia (actual Malawi)
- Sierra Leone
- Somalilàndia
- Rhodèsia del Sud (actual Zimbàbue)
- Àfrica Sud-occidental (actual Namíbia)
- Swazilàndia
- Sudan
- Tanganika (actual Tanzània)
- Uganda

### Amèrica i l'Atlàntic
- Illa Ascensió
- Guyana Britànica (actual Guyana)
- Hondures Britànica (actual Belize)
- Canadà
- Illes Malvines
- Terranova i Labrador
- Índies Occidentals
  - Anguilla
  - Antigua i Barbuda
  - Bahames
  - Barbados
  - Bermudes
  - Illes Verges Britàniques
  - Illes Caiman
  - Dominica
  - Grenada
  - Jamaica
  - Montserrat
  - Saint Kitts i Nevis
  - Saint Lucia
  - Saint Vincent i les Grenadines
  - Trinitat i Tobago
  - Illes Turks i Caicos
- Santa Helena
- Tristan da Cunha
- Geòrgia del Sud

### Antàrtida
- Territori Antàrtic Britànic

### Àsia
- Adén (actualment part del Iemen)
- Bhutan
- Nova Guinea Britànica (part meridional de Papua Nova Guinea)
- Brunei
- Birmània (actual Myanmar)
- Ceilan (actual Sri Lanka)
- Hong Kong
- Raj Britànic (actuals Índia, Pakistan i Bangladesh)
- Iraq
- Kuwait
- Malaya (part de l'actual Malàisia)
- Maldives
- Palestina (actuals Israel i Territoris Ocupats Palestins)
- Nepal
- Borneo Septentrional (avui dia part de Malàisia)
- Oman
- Qatar
- Sarawak (avui dia part de Malàisia)
- Singapur
- Transjordània (actual Jordània)
- Oman de la Treva o Estats de la Treva (Unió dels Emirats Àrabs)
- Weihawei (actual ciutat de Weihai)

### Europa
- Xipre
- Gibraltar
- Malta
- Regne Unit de la Gran Bretanya i Irlanda

### Pacífic
- Austràlia
- Ellice Islands (actual Tuvalu)
- Fiji
- Illes Gilbert (actualment part de Kiribati)
- Nauru
- Nova Zelanda
- Illes Pitcairn
- Illes Salomó
- Tonga
- Maraco

## Territoris perduts abans de 1921
- Les Tretze Colònies, amb posterioritat Estats Units d'Amèrica
  - Delaware
  - Maryland
  - Nova Jersey
  - Virgínia
  - Massachusetts, després Massachusetts i Maine
  - Estat de Nova York, després Nova York i Vermont
  - Nou Hampshire
  - Rhode Island
  - Geòrgia
  - Carolina del Nord
    - illa de Roanoke, després part de Carolina del Nord

  - Carolina del Sud
  - Connecticut
  - Pennsilvània
  - Territori entre les Tretze Colònies i el riu Mississipi, amb reivindicacions entre les Colònies i el que avui dia és Alabama, Mississipi, Tennessee, Kentucky, Ohio, Illinois, Indiana, i Michigan, part de Wisconsin, i part de Louisiana.
- Territoris medievals a França.
- Heligoland, cedit a Alemanya el 1890.
- Hannover
- Florida, cedida a Espanya i després als Estats Units.
- Part d'Oregon
- Hawaii (les Illes Sandwich) cedides al Regne Unit el 25 de febrer de 1843; van obtenir la independència el 28 de novembre de 1843 i van ser annexionades pels Estats Units el 7 de juliol de 1898.
- Les Illes Jòniques, preses pels anglesos el 1809 i cedides a Grècia el 1864.
- Menorca, presa per la Gran Bretanya el 1708 i cedida formalment a Espanya el 1802.
- La Costa dels Mosquits, protectorat britànic entre 1655 i 1850.
- Sud-àfrica, que va obtenir la seva independència el 1910.

## Territoris d'ultramar actuals
En l'actualitat, solament uns pocs territoris romanen sota administració britànica, principalment a causa del fet que no serien viables com Estats sobirans. Els últims Territoris d'Ultramar són: 

### Territoris d'ultramar que posseïxen un autogovern important
- Anguilla
- Bermudes
- Illes Verges Britàniques
- Illes Caiman
- Gibraltar
- Montserrat
- Illes Turks i Caicos

### Altres territoris d'ultramar
- Territori Antàrtic Britànic
- Territori Britànic de l'Oceà Índic
- Illes Malvines
- Pitcairn
- Santa Helena (incloent les dependències d'Illa Ascensión i Tristan da Cunha)
- Illes Geòrgia del Sud i Sandwich del Sud
- Akrotiri i Dekélia

### Dependències de la Corona a les illes britàniques (fora del Regne Unit i la Unió Europea)
- Guernsey
- illa de Jersey
- Illa de Man